# Prowincja Quảng Ngãi
Quảng Ngãi wymowaⓘ – prowincja Wietnamu, znajdująca się we wschodniej części kraju, w Regionie Wybrzeża Południowo-Środkowego.

## Podział administracyjny
W skład prowincji Quảng Ngãi wchodzi trzynaście dystryktów oraz jedno miasto.
- Miasta:

1. Quảng Ngãi

- Dystrykty:

1. Ba Tơ
2. Bình Sơn
3. Đức Phổ
4. Lý Sơn
5. Minh Long
6. Mộ Đức
7. Nghĩa Hành
8. Sơn Hà
9. Sơn Tây
10. Sơn Tịnh
11. Tây Trà
12. Trà Bồng
13. Tư Nghĩa